# Mount Tarr
Mount Tarr ist ein 1500 m hoher Berg im ostantarktischen Mac-Robertson-Land. In der Porthos Range der Prince Charles Mountains ragt er 2,5 km ostsüdöstlich des Mount Creighton auf.
Luftaufnahmen der Australian National Antarctic Research Expeditions (ANARE) aus dem Jahr 1965 dienten seiner Kartierung. Das Antarctic Names Committee of Australia benannte ihn nach Frank Tarr, Flugzeugingenieur bei einer ANARE-Kampagne im Jahr 1969 zur Vermessung der Prince Charles Mountains.